# Lukáčovce
Lukáčovce (Hongaars: Lakács) is een Slowaakse gemeente in de regio Nitra, en maakt deel uit van het district Nitra.
Lukáčovce telt 1.149 inwoners.